# Shire (fiume)
Il fiume Shire (grafia inglese) o Chire (grafia portoghese), in italiano Scire, è un fiume dell'Africa. Nasce dal lago Malawi, di cui è emissario, e attraversa il Malawi meridionale per giungere in Mozambico, dove si getta nello Zambesi.
Ha una lunghezza di 402 km. Includendo il lago Malawi e il fiume Ruhuhu raggiungerebbe la lunghezza di 1.200 km.
L'alto corso del fiume Shire connette il lago Malawi col lago Malombe. La valle dello Shire è parte della grande Rift Valley.

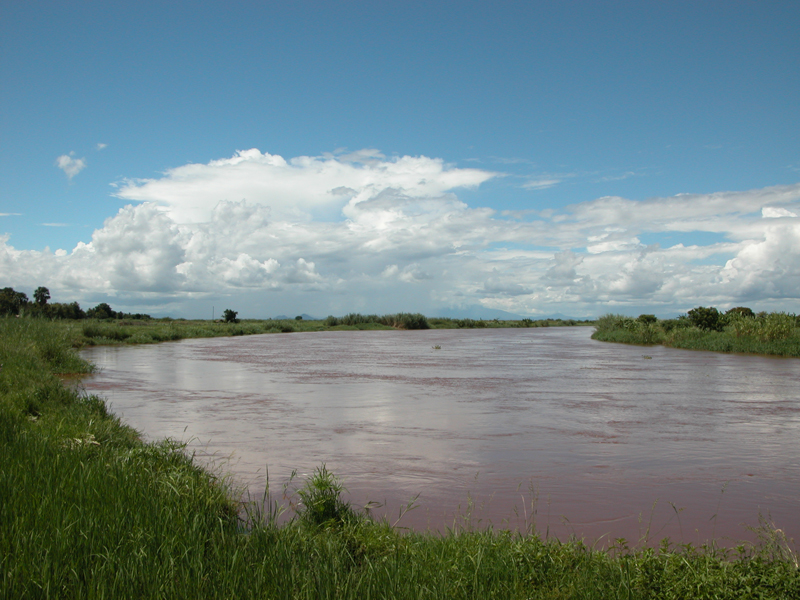
Il fiume Shire